# 멱평균
멱평균(power mean), 일반화된 평균은 평균식을 일반화한 식으로, 산술평균, 기하평균, 조화평균 등을 포함한다.
0이 아닌 실수 {\displaystyle p}와 양의 실수 {\displaystyle x_{1},x_{2},\cdots ,x_{n}}에 대해, 멱평균은 다음과 같이 정의된다.
{\displaystyle M_{p}(x_{1},\dots ,x_{n})=\left({\frac {1}{n}}\cdot \sum _{i=1}^{n}x_{i}^{p}\right)^{1/p}}
이때 {\displaystyle p}가 1일 때는 산술평균, -1일 때는 조화평균이 된다. 또한, {\displaystyle p}가 0에 가까워지는 극한의 경우에는 기하평균이 된다.
일반화된 f-평균 {\displaystyle M_{f}(x_{1},\dots ,x_{n})=f^{-1}\left({\frac {f(x_{1})+\cdots +f(x_{n})}{n}}\right)}은 멱평균을 더 일반화한 식으로, 이 식을 사용하면 극한 개념을 사용하지 않고 기하평균을 얻을 수 있다. 또한 이때 {\displaystyle f(x)=x^{p}}인 경우에는 멱평균을 얻는다.

## 같이 보기
- 산술 기하 평균
- 평균
- 헤론 평균
- 민코프스키 거리
- 일반화된 f-평균
- 제곱평균제곱근